# 上坊良太郎
上坊 良太郎(1916年—2012年8月13日）是日本帝国军的战斗机飞行员和王牌飞行员。 最终军衔是陆军上尉。

## 生平
1934年2月，18岁时进入了所泽陆军飞行学校学习。 1935年1月毕业后，他被派往朝鲜半岛平壤第6团。 次年，1936年1月，他进入了明野陆军飞行学校，在那里接受了战斗机飞行员的培训。 1937年8月，他作为第9中队独立飞行成员参加了中日战争。 9月21日，他用95型战斗机击落了中国空军I-15战斗机。 一年后的1938年8月，他被分配到第64中队。1945年晋升为大尉。战后居住在名古屋，
2012年8月13日去世。